# Louise Ford (Schauspielerin)
Louise Ford (* 21. Mai 1982 in London) ist eine britische Schauspielerin und Komikerin.

## Leben
Ford wuchs im Südosten Londons auf. Sie studierte Englisch an der Southampton University und besuchte dann die RADA, wo sie gemeinsam mit Tom Hiddleston und Gemma Arterton ihre Schauspielausbildung absolvierte.
Seit dem Jahr 2009 folgten erste Auftritte in Film- und Fernsehproduktionen. Mit der Komikerin Yasmine Akram gründete sie das Comedyduo Ford and Akram, welches 2011 seine erste Liveshow auf dem Edinburgh Festival Fringe aufführte. Einem größeren Publikum bekannt wurde Ford durch ihre Rolle in der Channel-4-Comedyserie Crashing an der Seite von Phoebe Waller-Bridge und Damien Molony. Von 2016 bis 2018 war sie in Mockumentary The Windsors als fiktionalisierte Version von Kate Middleton zu sehen.
Im Jahr 2013 lernte sie bei einer Inszenierung des Theaterstücks The Quartermaine’s Terms im Wyndham’s Theatre den Komiker Rowan Atkinson kennen. Seit dem Jahr 2014 sind Ford und Atkinson liiert; im Dezember 2017 kam ihre Tochter auf die Welt.

## Filmografie (Auswahl)
- 2009: Law & Order: UK (Fernsehserie, 1 Episode)
- 2009: M.I.High (Fernsehserie, 1 Episode)
- 2009: My Almost Famous Family (Fernsehserie, 1 Episode)
- 2011: Doc Martin (Fernsehserie, 1 Episode)
- 2011: Misfits (Fernsehserie, 1 Episode)
- 2011–2013: Chickens (Fernsehserie, 5 Episoden)
- 2012: Doubt on Loan (Fernsehfilm)
- 2012: Fast Girls
- 2013: It's Kevin (Fernsehserie, 3 Episoden)
- 2014: Ludus (Fernsehserie, 6 Episoden, Stimme)
- 2014: In the Flesh (Fernsehserie, 1 Episode)
- 2014: We Hate Paul Revere (Fernsehfilm)
- 2015: Horrible Histories (Fernsehserie, 3 Episoden)
- 2015: Not Safe for Work (Miniserie, 1 Episode)
- 2016: Crashing (Fernsehserie, 6 Episoden)
- 2016: Verleugnung (Denial)
- 2017: Steph and Dom's 1 Star to 5 Star (Fernsehserie, 30 Episoden, Erzähler)
- seit 2016: The Windsors (Fernsehserie, 21 Episoden)